# صحافة المواطن

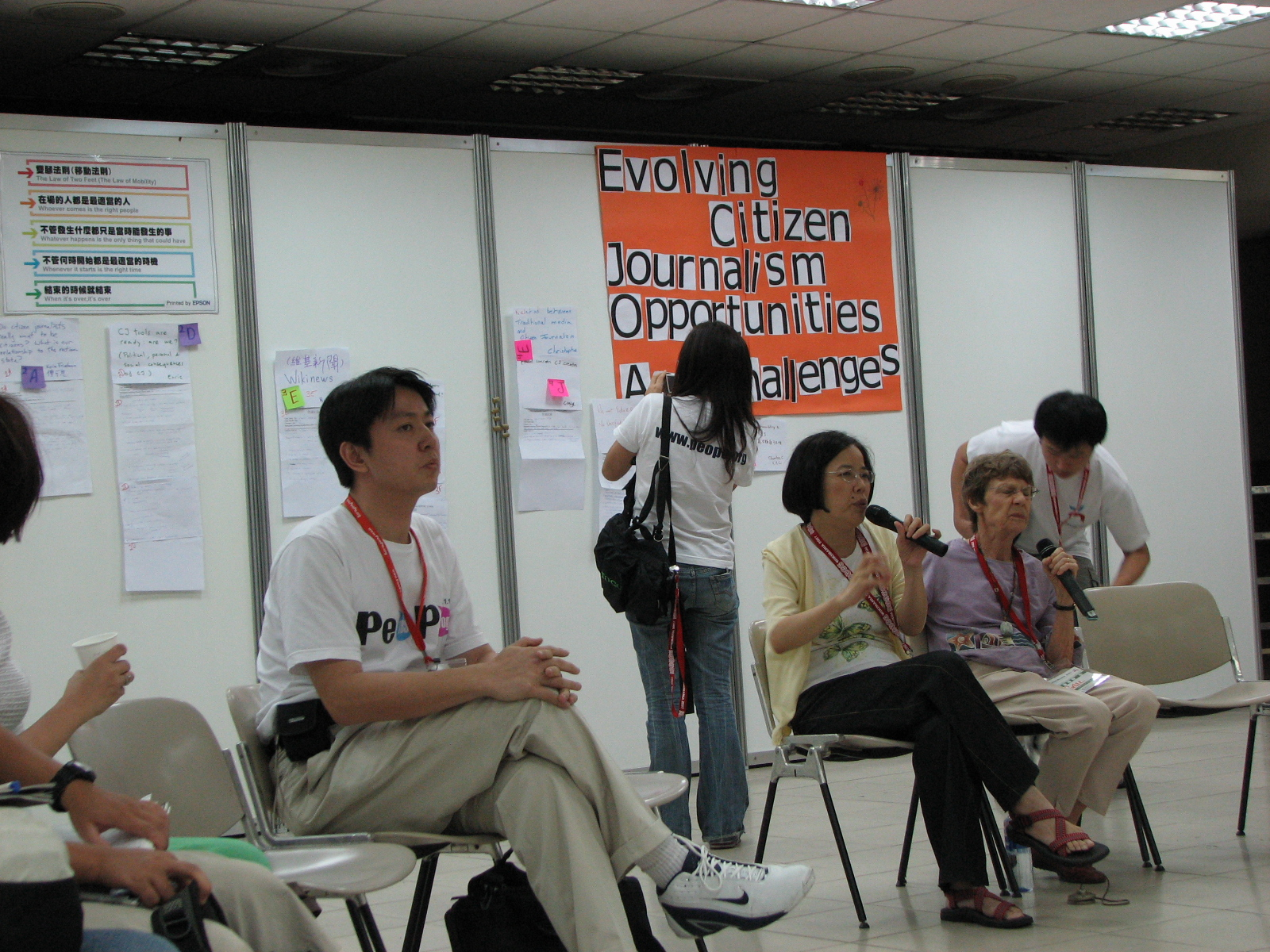

صحافة المواطن (وهي معروفة أيضا بالصحافة العامة أو التشاركية، أو الديمقراطية أو صحافة الشارع) هو مصطلح يرمز لأعضاء من العامة يلعبون دورا نشيطًا في عملية جمع ونقل وتحليل ونشر الأخبار والمعلومات عبر استخدامات صحافة الإنترنت ووسائلها المتنوعة
يكون التحول الأبرز الذي حصل خلال العقد الأخير على مستوى الإعلام هو بروز ظاهرة صحافة المواطن كشكل جديد من أشكال الممارسات الصحافية غير المهنية. ومع تطور هذه الممارسات، بدأت صحافة المواطن تأخذ حصتها من النقاشات والأبحاث في البلدان المتقدمة على المستوى الإعلامي. وقد كان ولا زال يُشار إلى هذه الظاهرة الإعلامية باستعمال مصطلحات متنوعة من قبيل «الصحافة التشاركية» (participatory journalism)، و«الإعلام مفتوح المصادر» (open-source media)، و«الإعلام الديمقراطي» (dimocratic media)، و«صحافة الشارع» (street journalism)، و«الإعلام البديل» (alternative media)، و«الصحافة الشعبية» (grassroots journalism) إلى غير ذلك من التسميات والمصطلحات التي كانت قد طورت من طرف الباحثين في هذه الظاهرة الإعلامية والمنظرين لها مثل: كليمينسيا رودريغيز (2001) Clemencia Rodriguez صاحبة مصطلح «إعلام المواطن»، وبومان ويليس (2003) Bowman and Willis صاحبي مصطلح «الصحافة التشاركية»، ودان جيلمور (2004) Dan Gillmor صاحب مصطلح «الصحافة الشعبية» وهاكيت وكارول (2006) Hackett and Caroll صاحبي مصطلح «الإعلام الديمقراطي». وعلى الرغم من وجود اختلافات بسيطة بين هذه التسميات إلا أن تصوراتها تصب في نفس الاتجاه.
متى ظهرت صحافة المواطن؟
يوجد هناك اختلاف حول موضوع متى ظهرت، إذ أنه لا توجد إجابات متفق عليها بين جميع الباحثين والممارسين لها، ولكن يتفق كثيرون أن الظهور الفعلي لصحافة المواطن كان عقب أحداث تسونامي التي حدثت في ديسمبر 2004 , فقد كانت المواد التي تناقلتها وسائل الإعلام الجماهيرية في شتّى أنحاء العالم هي كلها من التقاط وتصوير المواطنون العاديون. كما اعتمدت وسائل الإعلام على شهود العيان المباشرين الذين عاشوا وسجلوا اللحظات الكارثية التي شهدتها المنطقة.
وفي هذا ا الإطار ذكرت صحيفة "الإنتدبندنت" البريطانية أن قنوات التلفزيون العالمية كانت ترسل مراسليها ومعهم المصورون التلفزيونيون، ليس إلى مواقع الأحداث بل إلى المطارات التي تواجد فيها مسافرون قادمون من تلك المناطق أو ذاهبون إليها، علّهم يجدون لقطات جديدة يقومون بتصويرها ويسجلوا إفاداتهم وشهاداتهم على تلك الأحداث.
تعريف صحافة المواطن:
يعد مصطلح (صحافة المواطن) من أكثر المصطلحات المثيرة للجدل ويعود ذلك إلى حداثته من جهة، واختلاف الباحثين حول معناه وأهم وسائله من جهة أخرى.
وهذه أهم مفاهيمه:
يشير مصطلح صحافة المواطن "أن بإمكان أي شخص أن يكون صحفيا ينقل رأيه ومشاهداته للعالم أجمع، دون الحاجة لأن يحمل شهادة في الإعلام، أو أن ينتمي لمؤسسة إعلامية لإيصال صوته للعالم.
فقد أشار الدكتور جمال الزرن إلى أنه مصطلح إعلامي وإتصالي في نفس الوقت، وهو على المستوى التاريخي حديث النشأة، وهو مصطلح غير مستقر على المستوى المفاهيمي. وتشخص صحافة المواطن عند البعض على أنها إعلام المواطن.ويرى أن مفهوم صحافة المواطن يعتمد على:
1. شبكة الإنترنت كفضاء للنشر والتعبير عن الرأي.
2. تأكيد حضور المواطن في قضايا الشأن العام ودعم اللممارسة الديمقراطية.
3. اعتبار مخرجات صحافة المواطن امتدادا لمرجعيات الإعلام البديل والصحافة البديلة.

أما الدكتور ياس البياتي فقد قال: إن كل مواطن هو بالضرورة صحفي صاعد، يتحكم في زمن الأحداث ووقعها، فلا تستطيع أية وكالات أنباء أن تنشر صحفيين في كل الشوارع، وأصبحت ظاهرة غير قابلة للتجاهل.
وعرّفها بعض الباحثين بأنها مواقع تبث مساهمات مواطنين ليس لهم علاقة بمؤسسات إعلامية ولكنهم يقومون بأدوار مشابهة لأدوار المؤسسات الإعلامية.
وصحافة المواطن" هي الصحافة التي يصنعها أو يشترك في صنعها المواطن ويقوم بتوظيف الصحيفة في تبادلها في مجال الأخبار والرأي بينه وبين باقي المواطنين عبر شبكة الإنترنت. ولا شك في أن اشتراك المواطن في العملية الإعلامية هي قديمة في تاريخ الصحافة والإعلام، لأن المواطن "القارئ أو المستمع أو المشاهد" هو العنصر المستهدف في تلك العملية منذ بدايات نشأة الصحافة المطبوعة والإذاعة والتلفزيون.
أهم مميزات صحافة المواطن:
1. كل مواطن هو باحث عن المعلومة، وكل شخص بإمكانه أن يتحول إلى مصدر للأخباروالمعلومات.
2. التحول من وسائل الإعلام الجماهيرية إلى وسائل إعلام الجماهير: تقوم وسائل الإعلام الجماهيرية على قاعدة نشر المعلومة من الفرد إلى المجموعة، وتقوم صحافة المواطن بقلب المعادلة والاعتماد على نشر المعلومة من الكل إلى الكل وذلك بالاعتماد على مواطنين صحفيين.
3. سياسة تحرير مختلفة: حيث تعتمد صحافة المواطن على سياسة تحرير خاصة، فالأخبار التي تنشر يجب أن تكون دقيقة ولها صلة بالأحداث الموضوعية وأن تتميز بأقصى قدر من السبق.
4. المشاركة الشخصية: تعتبر الديمقراطية المتحركة عملا فرديا تطوعيا غير خاضع لتوجهات منظمات معينة بل للقناعات السياسية للفرد نفسه خلافا للوسائل الاتصالية التقليدية
5. التفاعلية.

الفرق بين المواطن/الصحفي والصحفي المحترف:
إن المواطن/المراسل هو ذلك الشخص الذي يعي حقوقه وواجباته السياسية ويسعى إلى جمع الأخبار ونشرها على شبكة الإنترنت. فالمراسل المواطن ليس بالصحفي المحترف لأن الصحفي المحترف يمتهن الصحافة ويمارسها في إطار قانوني محدد يتميز بحيازته لبطاقة صحفي ويتقاضى أجر مقابل ممارسته الصحافة. أما المواطن المراسل هو شخص متطوع لنشر ما يسمعه ويشاهده ويحصل عليه من معلومات وأخبار في شبكة الإنترنت، وذلك من خلال الالتزام الذاتي والمسؤولية الاجتماعية ومراقبة بقية زملائه ومتصفحي شبكة الإنترنت له.
أشكال صحافة المواطن
الشبكات الاجتماعية: هي عبارة عن مواقع تستخدم من قبل طرف واحد، وهي تحقق التعارف والتواصل الاجتماعي وإقامة العلاقات، ويمكن من خلالها أن يكتب نصوص ومقالات وينشر صور والفديوهات ومن أشهرها: تويتر، الفيسبوك.
المدونات: هي موقع شخصي ووسيلة جديدة وهامة في الاتصال وتحرير الكلمة، متعددة الاهتمامات والمجالات، يعبر فيها المدوّن عن أي موضوع وفي أي مجال دون قيود ويرجع ذلك للحرية المطلقة وعدم وجود رقابة، تكون موجهة للجمهور الذي يقاسمه نفس الاهتمامات وتمكنهم من التعليق عليها.
مواقع بث الفديو: وهي مواقع تتيح إمكانية بث مقاطع فيديو مسموعة، أو مرئية، ويمكن حتى تحميلها ومشاهدتها، وهناك عدة مواقع مشهورة جدا، لدرجة أنها أصبحت تبيع مقاطع من مضامينها لوسائل الإعلام، بل وحتى هذه الأخيرة تقوم ببث برامجها عبر هذه المواقع، ومن أشهر تلك المواقع (يوتيوب)
المواقع الإخبارية التشاركية: أو ما يطلق عليها الويكينوز وهي مواقع شبيهة جدا بالصحف الإخبارية، لكن يشارك في إنتاج وإعداد محتواها مواطنون عاديون يكونون في الغالب متطوعون وناشطون حقوقيون وهواة يقومون بالتدقيق في موضوعية ومصداقية كل خبر، ومن أشهر تلك المواقع موقع (أوه ماي نيوز) الكوري.
مواقع التحرير الجماعي: هي مواقع تقوم على إنتاج ونشر الصفحات على الإنترنت حيث يسمح لزوار المواقع بأن يضيفوا أو يعدلوا أو يكتبوا ما يريدون، وينشروا ذلك بصورة لحظية على الإنترنت. ومن ثم فإن هذه التقنية تتيح الفرصة لظهور مشروعات كبرى قائمة على المشاركة التطوعية من عدد كبير من الأفراد، ومن أشهر الأمثلة عليها (موسوعة ويكيبيديا).
مواقع التحرير الجماعي: هي مواقع تقوم على إنتاج ونشر الصفحات على الإنترنت حيث يسمح لزوار المواقع بأن يضيفوا أو يعدلوا أو يكتبوا ما يريدون، وينشروا ذلك بصورة لحظية على الإنترنت. ومن ثم فإن هذه التقنية تتيح الفرصة لظهور مشروعات كبرى قائمة على المشاركة التطوعية من عدد كبير من الأفراد، ومن أشهر الأمثلة عليها (موسوعة ويكيبيديا).
من أهم الأحداث العربية التي تم تغطيتها بواسطة صحافة المواطن:
الثورات العربية: الثورات العربية: الربيع العربي ولد من رحم مواقع التواصل الاجتماعي حيث إن التغطية الإعلامية لهذه الثورات قلبت مقاييس الإعلام العربي بعدما غزته «صحافة المواطن» بالصوت والصورة، ضاربة بعرض الحائط كل محاولات القمع والتعتيم التي تنتهجها أنظمة هذه الشعوب. وبالتالي فإن هذا المواطن الذي يقود الثورة على الأرض ومن ورائها على الصفحات الإلكترونية، يشكل- في الوقت نفسه- مصدرا أساسيا للإعلام الذي صدت أمامه المصادر التقليدية، وتحولت هذه الصحافة إلى المادة الأساسية التي يعتمد عليها في نقل معظم مجريات الثورات.

## نظرية إعلام المواطن
تقوم فكرة الصحافة المدنية على أساس أن ممارسات الصحافة يجب أن لا تقتصر على نقل الأحداث والمشاكل فحسب، بل يجب مشاركة المواطنين في التغطية الإعلامية للحياة السياسية والاجتماعية، واعتبارهم مشاركين فاعلين في نقل الأحداث ومناقشتها وتحليلها، أكثر من اعتبارهم مجرد متلقين سلبيين لما تعرضه لهم الوسائل الإعلامية من وقائع ورسائل أبطالها الإعلاميون والسياسيون والخبراء.
قامت هذه الفكرة بعد أن وسع الإعلام التقليدي الفجوة بين المواطن والحكومة من جهة، وبين المواطن والمؤسسات الإعلامية من جهة أخرى، مما أدى إلى انخفاض مشاركة المواطنين في الحياة السياسية والاجتماعية، وأضعف من حس المواطنة الفعالة. فجاءت هذه الصحافة كحركة إعلامية إصلاحية.
لا ينظر الصحافيون لأنفسهم من خلال هذه النظرية كأطراف محايدة في ما ينقلونه من أحداث، بل يعتبرون أنفسهم ناشطين سياسيين واجتماعيين يهمهم أن تكون الحياة العامة بخير، فالإعلامي مواطن بالدرجة الأولى وإعلامي بالدرجة الثانية، يهمه نشر الوعي، والمساعدة في إحداث التغيير الإيجابي في مجتمعه ومناقشة الحلول الممكنة للمشاكل المطروحة.
تم ترجمة أفكار هذه النظرية إلى ممارسات على أرض الواقع من قبل المساندين لها والمؤمنين بها، فأصبح اهتمام المواطنين هو المحفز الأساسي لما تنقله هذه الوسائل الإعلامية، وأصبحت الوسائل الإعلامية التي تتبع هذا الفكر، ساحة لمناقشة الأمور التي تهم الناس، تأخذ بآرائهم، وتعتبر نفسها وسيلة لتحسين الحياة الاجتماعية والسياسية.
تركز هذه النظرية على تطبيق أفكارها من خلال:
- تغطية الانتخابات بشكل يخدم اهتمامات المواطنين ومصالحهم أكثر من التركيز على المرشحين وحدهم، بل ربط جميع نشاطات المرشحين أثناء حملاتهم الانتخابية بالمواطن.
- عمل تقارير خاصة عن المواضيع التي تهم المواطنين (مثل: الفقر، البطالة، مشاكل التعليم وغيرها) وتغطية هذه المواضيع كما هي من وجهة نظر الجمهور وكيف تؤثر عليهم، وليس كما هي من وجهة نظر المسؤولين والخبراء فحسب، وإعطاء فرصة للجمهور لمناقشة مشاكلهم وفتح المجال لهم لاقتراح الحلول الممكنة من وجهة نظرهم. وتطبيق ذلك من خلال عقد أنشطة وندوات واجتماعات محلية يغطيها الإعلام ويشارك فيها.
- اعتبار المواطنين طرف مهم في عملية اختيار الأخبار التي يرغبون من الإعلام تغطيتها، وكذلك في عملية جمع الأخبار ونقلها وتقييمها، وذلك من خلال اللقاءات المستمرة بهم.

وصف أحد المؤرخين «شدسن 1999» هذه الصحافة بأنها «أفضل حركة اجتماعية منظمة داخل الجسم الصحفي في تاريخ أمريكا»

## نظرة تاريخية
أطلقت أول مبادرة في الصحافة المدنية عام 1988 بعد الانتخابات الرئاسية الأمريكية، والتي انتبه خلالها مؤيدو الصحافة المدنية بأن الإعلام لم يقم بالتركيز على اهتمامات المواطنين ومشاكلهم، بل انشغل بنقل كلام المرشحين وحواراتهم وجولاتهم الانتخابية فحسب.
بدأت هذه المبادرة في ولاية جورجيا من خلال صحيفة "Ledger Enquirer" اعتمادا على مسح أجرته الصحيفة على الهاتف مع المواطنين ومقابلات معهم ومع مسؤولين محليين وخبراء أكاديميين لمناقشة أهم التحديات التي تواجه الولاية مثل نظام التعليم المتعثر في المدارس، الرواتب المنخفضة، مشاكل المواصلات وغيرها. لتعرض بعد ذلك في 8 حلقات على صفحات الجريدة تحت عنوان «كولومبوس ما بعد ال 2000»
لم تلق هذه الحلقات الاهتمام، فبادر جاك سويفت رئيس تحرير الصحيفة في ذلك الوقت، بعمل خطوة غير تقليدية حين دعا إلى اجتماع في قاعة المدينة الرئيسية لمناقشة هذه المشاكل وحضر الاجتماع 300 مواطن، وبعدها استطاع سويفت مساعدة المواطنين في تأسيس منظمة مدنية تحت اسم (اتحاد ما بعد ال 2000) لمتابعة المشاكل التي تمت تغطيتها إعلاميا من خلال الصحيفة ومناقشتها في الاجتماع.
كان سويفت جزء من لجان التوجية في هذه المنظمة، وبهذا انتقل دوره من مجرد إعلامي يسلط الأضواء على الأحداث، إلى ناشط اجتماعي يشارك فيها.
تأسست معاهد وشبكات لدعم الصحافة المدنية ونشر أفكارها، حيث تم إنشاء مركز بو للصحافة المدنية عام 1993، ويعد من أهم المراكز التي تعقد دورات وورشات عمل لتعليم مهارات وفلسفة هذه الصحافة، ويقوم بتمويل أكثر من 120 تجربة صحفية في مجال الصحافة المدنية. ولهذا المركز أيضا جائزة يقدمها كل عام للصحفيين المتميزين واسمها «جائزة جيمس باتن للتميز في الصحافة المدنية»
وفي عام 2003 تأسست شبكة الصحافة المدنية وهي شبكة متخصصة للباحثين الصحفيين والأساتذة المهتمين بها، بإدارة البروفيسور ليونارد ويت. تصدر هذه الشبكة منشورات عن النظرية وتطبيقاتها ولها مدونة إلكترونية ترصد المبادرات والأنشطة المتعلقة بالصحافة المدنية.

## ناشطون
من أهم الناشطين في هذا النوع من الصحافة:
- جيمس باتن وهو الرئيس التنفيذي لصحيفة "Knight-Ridder " وهو مؤسس الحركة الإصلاحية «التواصل المجتمعي» وقد منح باتن لجاك سويفت لقب «محرر العام» بعد مبادرته التي طبقها عام 1988
- ديفيد ماثيوز، مدير مؤسسة كيتيرينج، وهي مؤسسة تهدف إلى تعميق دور المواطن في الممارسات الديموقراطية.
- جي روزن، أستاذ في جامعة نيويورك وصاحب كتاب «ما فائدة الصحافيين؟» ومدونة مشهورة بعنوان «الصحافة تفكر» وهو يرى أن الصحافة يجب أن تساعد في إصلاح المجتمع.
- ديفيس ميرت، محرر سابق في صحيفة "Wichita Eagle" التي حققت شهرتها الوطنية لتبنيها مبادئ الصحافة المدنية. وهو مؤلف كتاب «الصحافة المدنية والحياة العامة» 1995.

## انتقادات
أهم الانتقادات التي تعرضت لها الصحافة المدنية:
- يرى المنتقدون لهذا النوع من الصحافة أن المؤيدين لها فشلوا في تعريف مبادئهم تعريفا إعلاميا عمليا، فلم يستطيعوا فصل الفلسفة عن الممارسات، ولذلك فشلوا في جعلها جزء من العمل الإعلامي الروتيني المستمر.
- يعتقد المنتقدون للصحافة المدنية بأن مؤيديها قد بالغوا في أفكارهم، وانهم تعاملوا مع نظريتهم كأنها حركة دينية. ووصلت الانتقادات لحد إطلاق تسميات متطرفة على هذا النوع من الصحافة مثل: «موضة دينية قديمة»، «ديانة مدنية جديدة»، «مذهب ديني». وتم وصف منظريها بتسميات مشابهة: «الحواريون»، «قسيسون»، «الصليبيون المدنيون». جاء هذا الانتقاد على أسس المهنية التي لا تقبل سوى المعايير المهنية لتحكم العمل الصحفي وليس أية مبادئ أخرى، وهم يجردون الصحافيين المدنيين من أي مهنية ومن أي قدرة على الحكم الصحفي السليم.
- أخذ المنتقدون على هذا النوع من الصحافة أنها لم تخرج من السياق التجاري، فهي لم تتجاوز كونها حركة ربحية تسعى لإرضاء مالكي المؤسسات الإعلامية والمعلنين، وهي تفرض رقابة ذاتية لدى الصحفيين العاملين فيها خوفا من إهانة الجمهور، مما يؤثر سلبا على استقلالية الصحفي المهنية وجودة تغطيته.

ويدافع روزن قائلا: «الصحافة المدنية ليست تمردا ولا ثورة على قوى العمل الحالية، فهي لاتستطيع الوقوف في وجه القوى الإعلانية التي تتحكم بالمؤسسات الإعلامية»
- تم انتقاد هذا النوع من العمل الصحفي للاعتبارات التقليدية لدور الصحفي الذي يجب أن يكون محايدا لا مشاركا في المشاكل وحلولها، ولا يجب عليه المبالغة في دوره كمصلح اجتماعي وسياسي.
- انتقد هذا النوع من الصحافة لاعتماده على استطلاعات الرأي لتحديد مشاكل المجتمع المحلي، وهو يعتمد على سؤال المواطنين أسئلة مجهزة مسبقا بطريقة لا تسمح لهم بمناقشة آرائهم بحرية ولا مناقشة الأسباب الداعية لاتخاذهم لهذه الآراء، وبهذا يحصل الصحفي على فهم سطحي لمواقف وآراء المواطنين وهذا عكس الفهم الدقيق للنظرية بأن يكون المواطنون مشاركين حقيقيين في وضع أجندة الأخبار، وليس التفاعل مع أجندة كانت محضرة مسبقا من الإعلاميين.

أما عندما يتم جمع الأخبار والآراء عن طريق الاجتماعات العامة والحوارات فإن المنتقدين أضافوا هنا أن هذه الطريقة تسمح لمشاركة المواطنين الذين لديهم الوقت والمهارات للتفاعل دون غيرهم.

## وصلات خارجية
- صحافة المواطن والمسؤولية الاجتماعية لمبارك بن سعيد، الجزيرة نت، 1 مايو 2011
- «صحافة المواطن»، فرانس 24، 28 أبريل 2011